# Álvaro Carreras
Pour les articles homonymes, voir Álvaro Fernández.
Álvaro Carreras, né le 23 mars 2003 à Ferrol en Espagne, est un footballeur espagnol qui évolue au poste d’arrière gauche au Real Madrid.

## Biographie

### En club
Né à Ferrol, dans la communauté autonome de Galice, en Espagne, Álvaro Carreras commence le football au Racing de Ferrol avant d'être formé par le Deportivo La Corogne et le Real Madrid.

#### Manchester United
Le 11 septembre 2020, il rejoint l'Angleterre afin de poursuivre sa formation avec le club de Manchester United.
En avril 2022, Álvaro Carreras est convoqué pour la première fois avec l'équipe première pour un match face au Chelsea FC mais il n'entre pas en jeu le jour du match, le 28 avril (1-1, score final). Le 11 mai 2022, il est nommé joueur U23 de l'année à Manchester United, récompensant sa saison 2021-2022.
Lors de son intégration avec le groupe professionnel, Juan Mata le prend notamment sous son aile. Le jeune arrière gauche rejoint par ailleurs l'équipe première durant la pré-saison à l'été 2022, impliqué dans les premières séances du nouvel entraîneur, Erik ten Hag.

##### Prêt à Preston North End
Le 26 juillet 2022, Álvaro Carreras est prêté par Manchester United au Preston North End pour une saison. Le 30 juillet 2022, il dispute son premier match en professionnel avec cette équipe, lors la première journée de la saison 2022-2023 de Championship face au Wigan Athletic. Il entre en jeu en cours de partie à la place de Robbie Brady ce jour-là, et les deux équipes se neutralisent (0-0, score final),. 

##### Prêt au Granada CF
Le 2 septembre 2023, Álvaro Carreras est prêté une saison du côté de Granada CF.

##### Prêt au Benfica Lisbonne
En janvier 2024, Álvaro Carreras signe en prêt de six mois au SL Benfica avec une option d'achat. En fin de saison, l'option d'achat est levée et il signe jusqu'en 2029 avec le club portugais,.

#### Real Madrid
Le 14 juillet 2025, Álvaro Carreras fait son retour au Real Madrid, cinq ans après l'avoir quitté, et paraphe un contrat de six ans, soit jusqu'en juin 2031,. Le montant du transfert est estimé à 50 millions d'euros,.

### En sélection nationale
Álvaro Carreras représente l'équipe d'Espagne des moins de 19 ans en 2019 pour un total de deux matchs joués. Le 8 septembre 2023, il dispute son premier match avec l'équipe d'Espagne espoirs contre Malte. Il est titularisé et son équipe l'emporte par six buts à zéro.

## Statistiques détaillées
| Saison                | Club                     | Championnat           | Championnat | Championnat | Championnat | Coupe nationale | Coupe nationale | Coupe nationale | Coupe de la Ligue | Coupe de la Ligue | Coupe de la Ligue | Compétition(s) continentale(s) | Compétition(s) continentale(s) | Compétition(s) continentale(s) | Compétition(s) continentale(s) | Coupe du monde des clubs | Coupe du monde des clubs | Coupe du monde des clubs | Total | Total | Total |
| Saison                | Club                     | Division              | M.          | B.          | P.d.        | M.              | B.              | P.d.            | M.                | B.                | P.d.              | Comp.                          | M.                             | B.                             | P.d.                           | M.                       | B.                       | P.d.                     | M.    | B.    | P.d.  |
| 2022-2023             | Preston North End (prêt) | Championship          | 39          | 0           | 4           | 2               | 0               | 0               | 1                 | 0                 | 2                 | -                              | -                              | -                              | -                              | -                        | -                        | -                        | 42    | 0     | 6     |
| 2023-2024             | Grenade CF (prêt)        | Liga                  | 13          | 0           | 0           | 1               | 0               | 0               | -                 | -                 | -                 | -                              | -                              | -                              | -                              | -                        | -                        | -                        | 14    | 0     | 0     |
| 2023-2024             | SL Benfica (prêt)        | Liga Portugal         | 11          | 1           | 1           | 1               | 0               | 0               | 1                 | 0                 | 0                 | C3                             | 3                              | 0                              | 0                              | -                        | -                        | -                        | 16    | 1     | 1     |
| 2024-2025             | SL Benfica               | Liga Portugal         | 32          | 3           | 1           | 5               | 0               | 0               | 3                 | 1                 | 1                 | C1                             | 10                             | 0                              | 2                              | 2                        | 0                        | 0                        | 52    | 4     | 4     |
| Sous-total            | Sous-total               | Sous-total            | 43          | 4           | 2           | 6               | 0               | 0               | 4                 | 1                 | 1                 | -                              | 13                             | 0                              | 2                              | 2                        | 0                        | 0                        | 68    | 5     | 5     |
| Total sur la carrière | Total sur la carrière    | Total sur la carrière | 95          | 4           | 6           | 9               | 0               | 0               | 5                 | 1                 | 3                 | -                              | 13                             | 0                              | 2                              | 2                        | 0                        | 0                        | 124   | 5     | 11    |